# 埃里克·拉梅拉
埃里克·曼努埃尔·拉梅拉·科尔德罗（西班牙語：Erik Manuel Lamela Cordero；1992年3月4日—），是阿根廷足球運動員，现效力于希臘足球超級聯賽球隊AEK雅典。

## 俱乐部生涯

### 河床
2009年6月14日，在河床与堤格雷的阿根廷足球甲级联赛秋季联赛比赛中，拉梅拉首次在河床一線隊亮相。他於80分鐘上场，替下羅伯特·弗洛雷斯（Robert Flores）。拉梅拉取得的第一个进球是在2010年12月5日，阿根廷足球甲级联赛春季联赛河床与科隆竞技的比賽中。那年的春季联赛的最后一轮他进了职业生涯中的第二个球，帮助河床以4-1击败了贝尔格拉诺。
2010–2011赛季，他成了河床首发阵容的常客，出场34次攻入4球他幫助河床获得联赛第六位，取得了2011年南美杯的参赛资格。然而，由於阿根廷足球甲级联赛的降级规则要计算球队最近三年的成绩，河床进入降级附加赛阶段，并在输给贝尔格拉诺之后降级。

### 罗马
2011年8月6日，拉梅拉加盟意甲俱樂部罗马，转会费约1,200万欧元 ，合同规定罗马还会据拉梅拉的发挥向河床支付奖金，同时河床将获得在拉梅拉下次转会时20%的收入 ，即总转会费有可能上升到1,900万欧元。

### 熱刺
2013年8月30日，拉美拿加盟熱刺，轉會費為2575萬鎊，加上按球員表現和球隊表現的429萬鎊浮動條款。這次轉會令熱刺於轉會期內第三次打破轉會費記錄。
2014年12月20日，對陣般尼時以一球世界波打破長達一年多的聯賽入球荒，亦為其首顆英超聯賽入球。
2020年9月29日，拉梅拉在聯賽盃球隊對上切尔西的主場比賽，第83分鐘扳平比分，協助球隊至點球大戰，最終點球5-4晉級八強。

### 塞维利亚
2021年7月26日，西甲球會塞維利亞從熱刺簽下拉梅拉，合约到2024年。
2021年8月15日，西甲第一輪對上巴列卡諾閃電的比賽拉梅拉於46分替補上場，55分時首秀即進球，之後梅開二度，最終以3-0幫助球隊取勝。
2023年5月，拉梅拉在欧足联欧洲联赛半決賽對陣尤文圖斯的加時賽中踢入一球，總比分3-2獲勝，塞維利亞晉級決賽。決賽中面對他的老東家羅馬，拉梅拉在加時賽後1-1平局後的點球大戰中打進了塞維利亞的第二個點球。塞維利亞最終在點球大戰中以4-1獲勝，為拉梅拉贏得了職業生涯的第一個冠軍頭銜。

## 国家队
2011年5月25日，拉梅拉在阿根廷與巴拉圭的友谊赛中出场，完成了国家队首秀。
他也作为阿根廷20岁以下国家足球队的一员参加了2011年U20世界盃足球賽，並在四場比賽中攻入三球。

## 榮譽

### 球會
熱刺
- 英格蘭足球聯賽盃 亞軍：2014－15賽季
- 歐洲冠軍聯賽 亞軍：2018－19賽季

 塞維亞
- 欧足联欧洲联赛 冠軍：2022－23賽季[14]

### 國家隊
阿根廷
- 美洲盃足球賽亞軍：2015年、2016年

### 個人
- 熱刺賽季最佳進球獎：2020－21賽季
- 英格蘭足球超級聯賽球季最佳進球獎：2020－21賽季[15]
- 國際足總普斯卡什獎：2021年[16]